# Liu Yaxin
Liu Yaxin (Lishui, 16 de junho de 1999) é uma nadadora chinesa.

## Carreira
Liu Yaxin conquistou a medalha de prata nos 200 metros costas no Campeonato Mundial Júnior de 2015, atrás da australiana Minna Atherton e à frente do canadense Taylor Ruck. Liu terminou em sexto lugar no revezamento 4 x 100 metros livre. Em 2016, nos Jogos Olímpicos do Rio de Janeiro, Liu chegou à final dos 200 metros costas e terminou em sétimo. Nos Jogos Nacionais Chineses de 2017, Liu Xiang venceu os 200 metros costas e ficou em segundo lugar no Campeonato Asiático. No final de 2016, no Campeonato Mundial de Pista Curta em Windsor, ela foi eliminada nos 200 metros costas como 16ª nas mangas.
Em 2017, no Campeonato Mundial de Budapeste, Liu ficou em décimo segundo lugar nas semifinais dos 200 metros costas. No ano seguinte, nos Jogos Asiáticos de 2018 em Jacarta, Liu Yaxin venceu os 200 metros costas por meio segundo. No final de 2018, o Campeonato Mundial de Pista Curta de 2018 aconteceu em Hangzhou. Liu Yaxin terminou em décimo primeiro nas mangas dos 200 metros costas. Em 2019, Liu Yaxin participou do Mundial de Gwangju e foi eliminado em 16º lugar nos 200 metros costas.
Nos Jogos Olímpicos de Tóquio, que só serão realizados em 2021 devido à pandemia de COVID-19, Liu Yaxin chegou à final dos 200 metros costas, como em 2016, e ficou em sétimo lugar. Nos Jogos Nacionais Chineses de 2021, Liu Yaxin ficou em segundo lugar nos 200 metros costas. No final de 2021, Liu foi eliminado dos 200 metros costas em décimo segundo lugar no Campeonato Mundial de Pista Curta em Abu Dhabi. A equipe de revezamento 4 x 200 metros livre formada por Li Bingjie, Cheng Yujie, Zhu Menghui e Liu Yaxin nadou a medalha de bronze atrás dos canadenses e do quarteto dos Estados Unidos.
No final de 2022, no Campeonato Mundial de Pista Curta em Melbourne, Liu Yaxin perdeu as finais dos 400 metros livres e 200 metros costas. Ela ficou em sexto lugar no revezamento 4 x 200 metros medley.
Seis meses depois, no Campeonato Mundial em Fukuoka, Liu ficou em oitavo lugar nos 200 metros livres. A equipe de revezamento 4 x 200 metros livre formada por Li Bingjie, Li Jiaping, Ai Yanhan e Liu Yaxin nadou em terceiro, atrás dos australianos e da equipe norte-americana. Yang Peiqi e Ge Chutong também receberam a medalha de bronze por seus esforços na bateria preliminar. Após o Campeonato Mundial, os Jogos Universitários Mundiais de Verão de 2021 foram realizados em Chengdu. Liu Yaxin venceu os 200 metros costas e os 200 metros livres. Também houve vitórias nas três equipes femininas de revezamento e no revezamento medley misto 4 x 100 metros. A partir do final de setembro de 2023, os Jogos Asiáticos de 2022 foram realizados em Hangzhou. Liu Yaxin terminou em terceiro nos 200 metros livres e em segundo nos 200 metros costas. Ela venceu o revezamento 4 x 200 metros livre e recebeu outra medalha de ouro por seu esforço preliminar no revezamento 4 x 100 metros livre.
Nos Jogos Olímpicos de Paris, Liu Yaxing terminou em décimo nos 400 metros livres, perdendo a final por 0,57 segundos. A equipe de revezamento 4 x 200 metros livre com Tang Muhan, Kong Yaqi, Ge Chutong e Liu Yaxin chegou à final com o terceiro tempo mais rápido. Na final, Yang Junxuan, Li Bingjie, Ge Chutong e Liu Yaxin nadaram dez segundos mais rápido que o revezamento preliminar e ficaram em terceiro, atrás dos australianos e do quarteto dos Estados Unidos.